# Myrcia jacobinensis
Myrcia jacobinensis är en myrtenväxtart som beskrevs av Joáo Rodrigues de Mattos. Myrcia jacobinensis ingår i släktet Myrcia och familjen myrtenväxter. Inga underarter finns listade i Catalogue of Life.